# Plasa Secureni, județul Hotin
Plasa Secureni a fost o unitate administrativ-teritorială din perioada interbelică, în județul Hotin din România.
Plasa Secureni avea (la 1930) 35  localități:
1. Beleusovca
2. Comarova
3. Clocușna
4. Cobâlceni
5. Cormani
6. Culișcăuți
7. Grubna
8. Gvăzdăuți
9. Hădărăuți
10. Ianăuți
11. Lomacineți
12. Mendicăuți
13. Mendicăuții Noi
14. Mihăileanca
15. Molodova
16. Neporotova
17. Noua Suliță
18. Ocnița
19. Ojeva
20. Otace-Cătun
21. Otace-Resteu
22. Polivanov-Iar
23. Respopini
24. Romancăuți
25. Secureni-Sat
26. Secureni-Târg
27. Seliștea
28. Serbiceni
29. Slobozia-Vășcăuți
30. Șebutinți
31. Șișcăuții Noi
32. Vancineți
33. Vasileuți
34. Vitreanca
35. Voloșcova

## Tabel
| Nr. crt. | Denumire localitate | Tip    | Raionul în care se află în prezent |
| -------- | ------------------- | ------ | ---------------------------------- |
| 1        | Beleusovca          | comună | Raionul Secureni                   |
| 2        | Comarova            | comună | Raionul Chelmenți                  |
| 3        | Clocușna            | comună | Raionul Ocnița                     |
| 4        | Cobâlceni           | comună | Raionul Secureni                   |
| 5        | Cormani             | comună | Raionul Secureni                   |
| 6        | Culișcăuți          | comună | Raionul Secureni                   |
| 7        | Grubna              | comună | Raionul Secureni                   |
| 8        | Gvăzdăuți           | comună | Raionul Secureni                   |
| 9        | Hădărăuți           | comună | Raionul Ocnița                     |
| 10       | Ianăuți             | comună | Raionul Chelmenți                  |
| 11       | Lomacineți          | comună | Raionul Secureni                   |
| 12       | Mendicăuți          | comună | Raionul Secureni                   |
| 13       | Mendicăuții Noi     | comună | Raionul Secureni                   |
| 14       | Mihăileanca         | comună | Raionul Secureni                   |
| 15       | Molodova            | comună | Raionul Secureni                   |
| 16       | Neporotova          | comună | Raionul Secureni                   |
| 17       | Noua Suliță         | comună | Raionul Chelmenți                  |
| 18       | Ocnița              | oraș   | Raionul Ocnița                     |
| 19       | Ojeva               | comună | Raionul Secureni                   |
| 20       | Otace-Cătun         | .      |                                    |
| 21       | Otace-Resteu        | comună | Raionul Chelmenți                  |
| 22       | Polivanov-Iar       | .      |                                    |
| 23       | Respopini           | comună | Raionul Secureni                   |
| 24       | Romancăuți          | comună | Raionul Secureni                   |
| 25       | Secureni-Sat        | .      |                                    |
| 26       | Secureni-Târg       | comună | Raionul Secureni                   |
| 27       | Seliștea            | comună | Raionul Secureni                   |
| 28       | Serbiceni           | comună | Raionul Secureni                   |
| 29       | Slobozia-Vășcăuți   | .      |                                    |
| 30       | Șebutinți           | comună | Raionul Secureni                   |
| 31       | Șișcăuții Noi       | comună | Raionul Secureni                   |
| 32       | Vancineți           | .      |                                    |
| 33       | Vasileuți           | comună | Raionul Secureni                   |
| 34       | Vitreanca           | comună | Raionul Secureni                   |
| 35       | Voloșcova           | comună | Raionul Secureni                   |